# Vitalius wacketi
Vitalius wacketi är en spindelart som först beskrevs av Cândido Firmino de Mello-Leitão 1923. 
Vitalius wacketi ingår i släktet Vitalius och familjen fågelspindlar. Inga underarter finns listade i Catalogue of Life.

## Bildgalleri

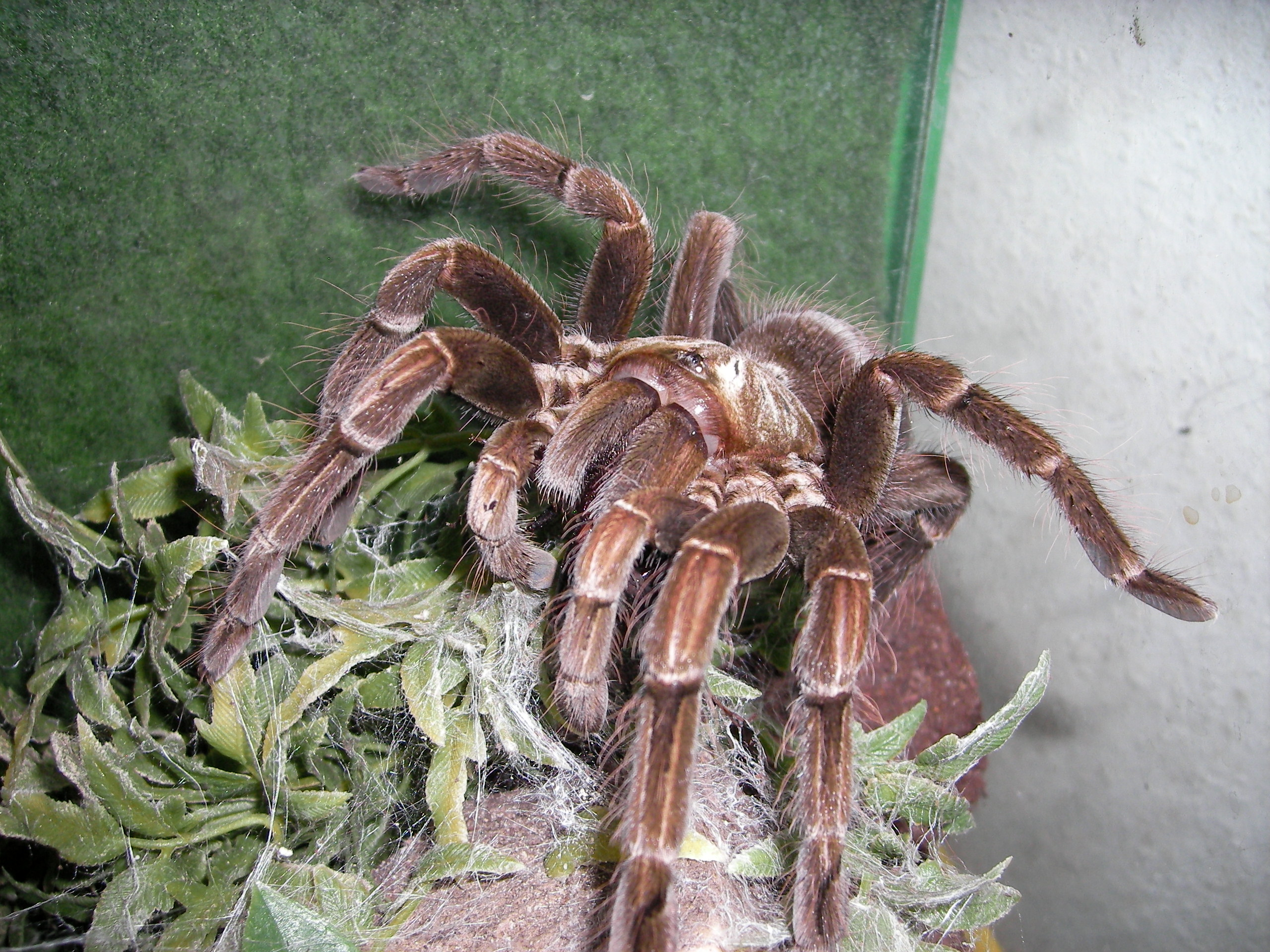
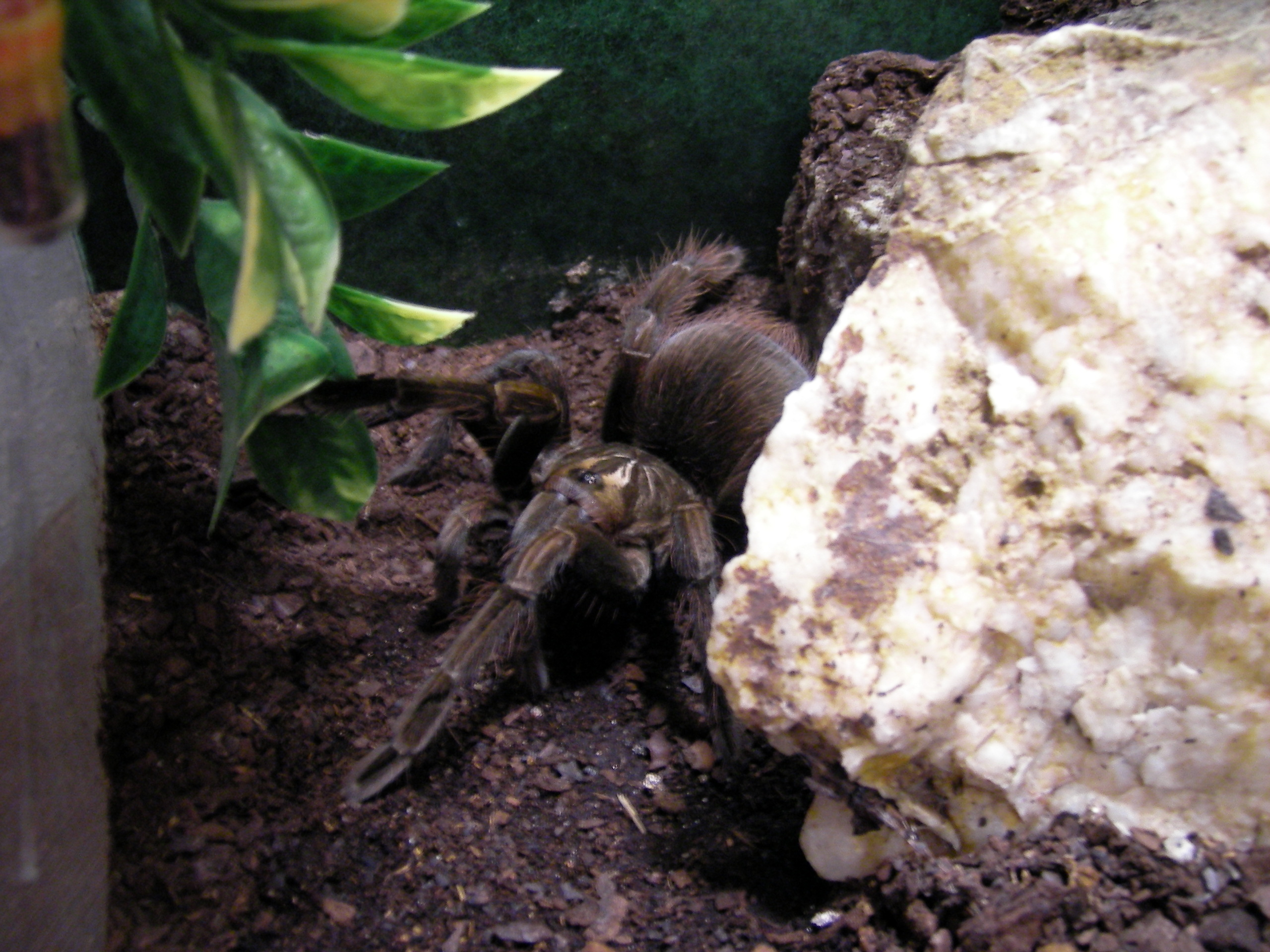